# Kauppisenjärvi
Kauppisenjärvi är en sjö i Kiruna kommun i Lappland och ingår i Torneälvens huvudavrinningsområde. Sjön har en area på 0,0711 kvadratkilometer och ligger 377 meter över havet.

## Delavrinningsområde
Kauppisenjärvi ingår i det delavrinningsområde (753371-169659) som SMHI kallar för Inloppet i Jukkasjärvi. Medelhöjden är 421 meter över havet och ytan är 9,8 kvadratkilometer. Räknas de 310 avrinningsområdena uppströms in blir den ackumulerade arean 5 880,59 kvadratkilometer. Avrinningsområdets utflöde Torneälven (Kamajåkka) mynnar i havet. Avrinningsområdet består mestadels av skog (71 procent) och sankmarker (21 procent). Avrinningsområdet har 0,23 kvadratkilometer vattenytor vilket ger det en sjöprocent på 2,3 procent. Bebyggelsen i området täcker en yta av 0,3 kvadratkilometer eller 3 procent av avrinningsområdet.